# Edithmead
Edithmead – wieś w Anglii, w hrabstwie ceremonialnym Somerset, w dystrykcie (unitary authority) Somerset, w civil parish Burnham Without. Leży 26 km od miasta Taunton. W 1870-72 osada liczyła 61 mieszkańców.